# OSC Dortmund
| Handball | Handball |
| --- | -------- |
| Saison 2016/17: - Oberliga Westfalen - Dortmunder Herrenhandball-Stadtmeister 2016 Titel (Jugend): - Deutscher Meister mA-Jugend 1977, 1985, 1986, 1988, 1989 - Deutscher Meister mB-Jugend 1985, 1986, 1987 - Deutscher Meister mC-Jugend 1985 Ewige Tabelle der 1. Bundesliga Männer: - Platz 47 |          |

Der OSC Dortmund, früher nach dem ehemaligen Sponsor, der Thier Brauerei, auch OSC Thier Dortmund genannt, ist ein ehemaliger Handball-Bundesligist und Leichtathletikverein aus Dortmund. Der Verein hatte seinen Ursprung in den Feldhandballern des OSV Hörde e. V. 1931 und dem LC Dortmund. Aus dem Zusammenschluss entstand der OSC Dortmund.

## Leichtathletik
Die Leichtathletikabteilung des Vereins konnte schon in den 50er und 60er Jahren große Erfolge feiern. Mit Paul Schmidt (800 Meter), Bärbel Tölle (100 Meter), Manfred Kinder (400 Meter), Manfred Poerschke (4 * 400 m Staffel)  und Hermann Latzel (Weitsprung) stellte der Verein mehrmalige Deutsche Meister und Olympiateilnehmer. Die erfolgreichsten Sportlerinnen aus Reihen des OSC waren die Olympiasiegerin Annegret Richter und die Bronzemedaillen-Gewinnerin Inge Helten (bei den Olympischen Spielen 1976 in Montreal).
Die Leichtathleten des OSC Dortmund sind heute in der LG Olympia Dortmund aktiv.

## Handball
Besonders in den 1980ern war der Verein auch in Handball sehr erfolgreich und zeichnete sich insbesondere durch eine hervorragende Jugendarbeit aus. Die männliche A-Jugend holte zwischen 1985 und 1989 vier deutsche Meistertitel und auch die männliche B-Jugend konnte den Titel zwischen 1985 und 1987 dreimal in Folge erringen. 1985 gewann auch die C-Jugend die damals noch ausgetragene Deutsche Meisterschaft, so dass der OSC Dortmund in diesem Jahr alle drei deutschen Meistertitel der männlichen Jugend gewinnen konnte. Insgesamt kann der Verein neun deutsche Meistertitel in der männlichen Jugend vorweisen.
Die Senioren standen lange im Schatten des Dortmunder Bundesligisten TuS 05 Wellinghofen. 1977 gelang dem OSC – zeitgleich mit dem Abstieg des TuS Wellinghofen aus der 1. Bundesliga – der Aufstieg in die damals zweitklassige Regionalliga West, wo der Lokalrivale im Laufe der Jahre überflügelt werden konnte. 1981 schaffte der OSC Dortmund als Westdeutscher Meister nach zwei Qualifikationsspielen gegen die Reinickendorfer Füchse erstmals den Aufstieg in die 1. Bundesliga, aus der man sich aber nach nur einem Jahr als Vorletzter der Tabelle wieder verabschiedete. Nach drei Jahren in der zwischenzeitlich geschaffenen 2. Bundesliga gelang am Ende der Spielzeit 1984/85 nach einer überragenden Saison mit nur zwei Unentschieden und einer Niederlage in 26 Partien der erneute Aufstieg in die Eliteklasse. Diesmal landete das Team in der ersten Saison sogar in der oberen Tabellenhälfte und konnte sich insgesamt drei Jahre in der höchsten deutschen Spielklasse halten, bevor 1988 der erneute Abstieg folgte. Nach weiteren fünf Jahren in der 2. Bundesliga stieg man 1993 zunächst in die Regionalliga West und zwei Jahre später in die Oberliga Westfalen ab. Daran konnte auch der 1991 erfolgte Zusammenschluss mit den Handballern des TSC Eintracht Dortmund nichts ändern. 
Die Verbandsliga-Saison 2015/16 beendete der OSC nach 10 Jahren Fünftklassigkeit als Tabellenerster und stieg somit in die Oberliga Westfalen auf. Nach nur einer Saison musste man wieder in der Verbandsliga zurück.

### Spielstätte
Die Heimspielstätte des OSC Dortmund ist die Sporthalle Hacheney (Hacheneyer Str. 182, 44265 Dortmund).

### Titel (Jugend)
- Deutscher Meister mA-Jugend 1977, 1985, 1986, 1988, 1989
- Deutscher Meister mB-Jugend 1985, 1986, 1987
- Deutscher Meister mC-Jugend 1985

### Erfolgreiche Personen
- Thomas Happe
- Péter Kovács
- Karsten Kohlhaas
- Hans-Peter Neuhaus (Trainer)
- Florian Freitag